# 28242 Mingantu
28242 Mingantu è un asteroide della fascia principale. Scoperto nel 1999, presenta un'orbita caratterizzata da un semiasse maggiore pari a 2,4403222 UA e da un'eccentricità di 0,1222897, inclinata di 3,87293° rispetto all'eclittica.